# Paranerita samonea
Paranerita samonea là một loài bướm đêm thuộc phân họ Arctiinae, họ Erebidae.